# اكتساب الكلام
يركز اكتساب الكلام على تطوير اللغة المنطوقة من قبل الطفل. يتكون الكلام من مجموعة منظمة من الأصوات أو الصوتيات المستخدمة لنقل المعنى بينما اللغة عبارة عن ارتباط تعسفي للرموز المستخدمة وفقًا لقواعد محددة لنقل المعنى، في حين يمكن اعتبار التعلم النحوي والنحوي جزءًا من اكتساب اللغة، فإن اكتساب الكلام يركز على تطوير إدراك الكلام وإنتاج الكلام خلال السنوات الأولى من عمر الطفل. هناك عدة نماذج لشرح معايير صوت الكلام أو اكتساب الصوت عند الأطفال.

## تطوير مفهوم كلام
التعلم الحسي فيما يتعلق بإشارات الكلام الصوتية يبدأ بالفعل أثناء الحمل. وصف هيبر وشهيد الله (1992) تطور استجابة الجنين لترددات النبرة النقية المختلفة. واقترحوا أن تستجيب الأجنة إلى 500 هيرتز في 19 أسبوعًا، و250 هيرتز و500 هيرتز في 27 أسبوعًا، وأخيرا تستجيب إلى 250، 500، 1000، 3000 هيرتز بين 33 و35 أسبوعًا. اقترح لانكي وليامز (2005) أن الأجنة قد تستجيب لمحفزات النبرة الخالصة من 500 هيرتز في وقت مبكر من 16 أسبوعًا.
الوليد قادر بالفعل على تمييز العديد من التناقضات الصوتية. هذه القدرة قد تكون فطرية. يصبح تصور الكلام محدداً للغة في حوالي 6 أشهر، وللتراكيب الصوتية في حوالي 9 أشهر، وللتراكيب الخاصة باللغة في حوالي 11 شهرًا.
ومن المهم أيضًا أن المولود الجديد قادر بالفعل على اكتشاف أنماط الإجهاد الكلامي النمطية حوالي سن 8 أشهر.
عندما ينمو الرضيع إلى طفل، يجب أن تزداد قدرتهم على التمييز بين أصوات الكلام. لقد وصف رافاتشو (2007) ثلاث مراحل تنموية حيث يتعرف الطفل أو يلمس تمثيلات الأصوات الشبيهة بالبالغين والفونولوجية والفصحى. في المرحلة الأولى، يكون الطفل عموما غير مدرك للتباين الفونولوجي ويمكنه إنتاج أصوات متشابهة صوتياً وإدراكياً. وفي المرحلة الثانية، يدرك الطفل التناقضات الفونولوجية ويمكنه أن ينتج اختلافات صوتية مختلفة غير قابلة للاختلاف بالنسبة للمستمعين البالغين. وأخيرا، في المرحلة الثالثة، يصبح الأطفال على دراية بالتناقضات الفونولوجية ويصدرون أصواتًا مختلفة دقيقة من الناحيتين الإدراكية والصوتية لإنتاج الكبار.
ويقترح أن يستمر تطور القدرات الإدراكية للطفل لسنوات عديدة. ويشير هازان وباريت (2000) إلى أن هذا التطور قادر على القطن إلى مرحلة الطفولة المتأخرة؛ وأظهر الأطفال الذين تتراوح أعمارهم بين 6 سنوات و12 سنة اتقاناً متزايداً للتمييز في الاختلافات التوليفية في المكان، والطريقة، والتعبير عن أصوات الكلام مع تحقيق دقة تشبه دقة الكبار في إنتاجهم.

## نماذج من رضع
الرضع يولدون مع القدرة على التعبير، وعلى الأخص من خلال البكاء. مع نموهم وتطورهم، يضيف الرضع المزيد من الأصوات إلى مخزونهم. وهناك نوعان أساسيان من مفردات الرضع. النوع 1: التقييم الصارخ للتطور الصوتي المبكر يتكون من 5 مراحل.
1-ردود الفعل (0 إلى 2 أشهر من العمر) التي تتألف من البكاء، والإثارة، والأصوات النباتية.
2-السيطرة على الاتصالات الهاتفية (من 1 إلى 4 أشهر من العمر) والأصوات المتشابهة، والنقرات، وصوت التوت.
3-التوسع (3 إلى 8 أشهر من العمر) يعزل عباءات، وعباءتان أو أكثر على التوالي، والصراخ.
4-المقاطع الأساسية الأساسية (من 5 إلى 10 أشهر من العمر) - تركيبة حرف متحرك، غالبًا ما تتكرر (ب ب ب).
5-الأشكال المتقدمة (من 9 إلى 18 شهرًا من العمر) مجموعات معقدة من مجموعات مختلفة من الحروف الساكنة والمتحركة والمصطلحات.
التصنيف2: يتكون تصنيف أولر للهاتف الرضيع في المقام الأول من 2 مراحل مع العديد من المحطات الفرعية. وتشمل المراحل الأولية 2 المفردات غير الشبيهة بالكلام والمفردات الشبيهة بالكلام. وتشمل المفردات غير الشبيهة بالكلام الأصوات النباتية مثل التجشؤ و (ب). إشارات صوتية ثابتة مثل البكاء أو الضحك. تتكون الكلمات الشبيهة بالكلام من أشباه الكلمات، ب. النص البدائي، راجع مرحلة التوسع و(د). الثرثرة الكنعانية.

## بيانات معيارية سليمة للنطق
ومعرفة متى ينبغي إصدار صوت الكلام على نحو دقيق يساعد الآباء والمهنيين على تحديد متى قد يصاب الطفل باضطراب في التعبير. وقد استخدمت طريقتان تقليديتان لمقارنة تعبير الطفل عن أصوات الكلام بالعمر الزمني. الأول هو مقارنة عدد الردود الصحيحة على اختبار توضيحي موحد بالبيانات المعيارية لسن معين على نفس الاختبار. وهذا يتيح للمقيمين معرفة مدى نجاح الطفل في إنتاج الأصوات مقارنة بنفس أقرانه من كبار السن. والطريقة الثانية تتمثل في مقارنة الصوت الفردي الذي ينتجه الطفل بمعايير النمو لذلك الصوت الفردي. الطريقة الثانية يمكن أن تكون صعبة عند النظر في البيانات المعيارية المختلفة وغيرها من العوامل التي تؤثر على تطور الكلام النمطي. وتستند العديد من المعايير إلى توقعات العمر حيث تنتج أغلبية الأطفال في سن معينة صوتاً دقيقاً (75% أو 90% اعتماداً على الدراسة). وباستخدام النتائج المستمدة من ساندر (1972)، وتمبلن (1957)، وويلمان، وكيس، ومنغرت، وبرادبيري، (1931)، تقترح رابطة الاستماع إلى لغة الكلام الأميركية ما يلي: الأصوات التي تتقن حسب العمر:
في عمر3 (p, m, h, n, w, b)، وفي عمر4 (k, g, d, f, y)، وفي عمر6 (t, ŋ, r, l)، في عمر7 (tʃ, ʃ, j, θ)، في عمر8 (s, z, v, ð, ʒ).

## في وقت مبكر، وفي منتصف، وفي أواخر القرن الثامن
اقترح شريبرج (1993) نموذجاً لاستحواذ صوت الكلام يعرف باسم أوائل وأوسط وأواخر القرن الثامن بناءً على 64 طفلاً يعانون من تأخيرات في الكلام تتراوح أعمارهم بين 3 إلى 6 سنوات. واقترح شريبرغ أن تكون هناك ثلاث مراحل من تطوير الهاتف. وباستخدام وصف «إتقان المواءمة» قام بتطوير ما يلي:
في وقت مبكر (m, b, j, n, w, d, p, h).
في منتصف (t, ŋ, k, g, f, v, tʃ, dʒ).
في أواخر (ʃ, θ, s, z, ð, l, r, ʒ).

## قراءات إضافية
- Friederici، Angela D.؛ Oberecker، Regine؛ Brauer، Jens (2011). "Neurophysiological preconditions of syntax acquisition". Psychological Research. ج. 76 ع. 2: 204–11. DOI:10.1007/s00426-011-0357-0. PMID:21706312.
- Guenther، Frank H. (1995). "Speech sound acquisition, coarticulation, and rate effects in a neural network model of speech production". Psychological Review. ج. 102 ع. 3: 594–621. CiteSeerX:10.1.1.67.3016. DOI:10.1037/0033-295X.102.3.594. PMID:7624456.
- Perani، D.؛ Saccuman، M. C.؛ Scifo، P.؛ Anwander، A.؛ Spada، D.؛ Baldoli، C.؛ Poloniato، A.؛ Lohmann، G.؛ Friederici، A. D. (2011). "Neural language networks at birth". Proceedings of the National Academy of Sciences. ج. 108 ع. 38: 16056–61. Bibcode:2011PNAS..10816056P. DOI:10.1073/pnas.1102991108. JSTOR:41352393. PMC:3179044. PMID:21896765.
- Smith، Anne (2006). "Speech motor development: Integrating muscles, movements, and linguistic units". Journal of Communication Disorders. ج. 39 ع. 5: 331–49. DOI:10.1016/j.jcomdis.2006.06.017. PMID:16934286.
- Wilson، Erin؛ Green، Jordan؛ Yunusova، Yana؛ Moore، Christopher (2008). "Task Specificity in Early Oral Motor Development". Seminars in Speech and Language. ج. 29 ع. 4: 257–66. DOI:10.1055/s-0028-1103389. PMC:2737457. PMID:19058112.

## روابط خارجية
- فك شفرة الكلام: اللغة ودماغ الرضيع